# RPS-001突擊步槍
RPS-001是一款泰國研製的突擊步槍，其設計是以捷克製Vz.58作基礎，另外再配上了源自M16A2的零件。該武器是在先進戰鬥步槍試驗期間開發的。

## 外部連結
- （页面存档备份，存于）